# Viborgsmajsgrundet
Viborgsmajsgrundet är en ö i Finland. Den ligger i Finska viken och i kommunen Kyrkslätt i den ekonomiska regionen  Helsingfors i landskapet Nyland, i den södra delen av landet. Ön ligger omkring 30 kilometer sydväst om Helsingfors.
Öns area är 1,2 hektar och dess största längd är 190 meter i öst-västlig riktning.